# 蘇阜
蘇阜（16世紀—16世紀），字少凝，廣東廣州府三水縣龍池都人，明朝政治人物。

## 生平
蘇阜是嘉靖三十七年（1558年）的舉人，隆慶二年（1568年）會試中副榜，授天台教諭，每月設立五課教育士子，資助貧窮諸生張天麟為親人殮葬，又協助另一位諸生池天章娶妻，四年（1570年）應聘分考雲南鄉試，再調麗水知縣，五年內興利革弊，人民刻石紀念他的功績。
其後蘇阜擢官光祿寺寺正，因父母逝世回鄉，服闋起復補任高郵知州，兼理河工有功勞，五十歲時例得遷轉，他卻以倦勤請求致仕，家居後絕不前往公庭，只讀書訓教子，荒年就捐出糧食賑災，兒子蘇兆亨、孫蘇湸均以諸生入國子監。

## 引用
1. 1 2  民國《（廣東）三水縣志·卷十一·人物傳》：蘇阜，字少凝，龍池都人，都事仲長之孫，恭城知縣霑露之子也，嘉靖戊午舉於鄉，中戊辰乙榜，署天台教諭，月設五課以誘進士儒；諸生張天麟貧無以葬，阜捐金為贈，池天章長而無室，阜助金使娶，庚午應聘分考滇南，遷麗水令，蒞任五年興利釐弊，民用以康，鐫石建祠誌遺思焉。擢光祿寺正，丁艱起復補高郵州守，兼理河工有成勞，例得敘部轉官，阜時僅五十，以倦勤乞致仕，家居足不履公庭，惟讀書訓子，歲荒出粟賑助，遠近感服，子兆亨、孫湸以諸生入太學。